# Вавилово (Николаевская область)
Вавилово (укр. Вавилове) — село в Снигирёвском районе Николаевской области Украины.
Население по переписи 2001 года составляло 816 человек. Почтовый индекс — 57336. Телефонный код — 5162.
25 ноября 1798 года в пустынной степи у балки Белозёрки колежскому советнику Ивану Федоровичу Вавилову было выделено 346 десятин земли. Это событие положило начало развитию нового селение, которое вскоре получило название — «Вавилово».
Расположилось новое селение у старой чумацкой дороги, не далеко от балки, где крестьяне обустроили пруд.
Первыми жителями села стали семьи с фамилиями: 
Кулик
Мишутков
Соколовский
Таранов
Ткаченко
Гайчев
Тимофеев
Савельев
Лисов
Дементий
Орловский
Макаренко
Козаченко
Аменко
Созоптов
Верховацкий
Матаков
Верховацкий
Пенилов
Кравченко
Тернавский
Деревниченко
Даценко
Алексеев
Шатров
Романов
Кондратенко
Костенко
Галдуленков
Гайчев
Пяников
Бердник
Также, на окраинах Вавилово в хуторах проживало множество козаков, некоторые из них селились  и в самом селе, как например: козак Иван Федорович Колода и козак Андрей Гаврилович Черненко.
Селение развивалось стремительно. К 1812 году в селе уже  было построено 44 двора, где проживало около 200 человек. Это было самое крупное село во всей округе на тот момент.
В то время  уже был построен молитвенный дом  Спаса Преображения Господня.
Крестьяне обрабатывали 284 десятины пахотной земли. На склонах балки и в лощинах были пастбища для скота.
В 30-х годах 18 века  село Ивана Вавилова, как и вся его земля, перешли в собственность потомственному дворянину, новому колежскому советнику Федору Сергеевичу Бридихину.  Вместе с семьёй он проживал в Херсоне. Позже его сын капитан-лейтенант  Петр Бридихин поселился в селе Вавилово  и взял руководство поместьем в свои руки.
В 1838 году на средства прихожан вместо молитвенного дома, в селе была построена однопрестольная церковь в честь Преображения Господня.  В храме богослужение проводил священник  Павел Буткевич с дьяком Василием Алейниковым.
Вавилово стало духовным центром для ближайших сел: Максимовки, Константиновки, Шмидтовки, Богородицкая. Первые польские переселенцы из Киселевки католического вероисповедания также  совершали богослужение в церкви Преображения Господня.
Со временем в Вавиловке  строится   мельница, крестьяне выкапывают первый  глубокий  степной колодец. В селе работает собственная  торговая  лавка и корчма. При церкви открывает свои двери для крестьянских детей  приходская школа.
В средине 18 столетия в Вавиловке начинает работу единый в округе  чугунолитейный завод.
После отмены крепостного права Вавилово стает волосным центром и  объедении вокруг себя соседские сельские общины: Константиновки, Киселевки, Максимовки, Шмидтовки и другие.
В селе действует земская почтовая станция. Открывается вторая торговая лавка, выкапываются ещё два колодца.
К концу 18 века количество дворов увеличивается до 101-го, где проживало более 1200 жителей. В самой же  Вавиловской волости образовываются новые села : Новониколаевка, Еленовка, деревня Павловка и поселок Оливский.
В 1904 году заканчивается строительство новой каменной церкви, вместо бывшей ветхой. Священником нового храма стал Александр Григорьевич Трауцкий - випукник имперского Университета со степенью кандидат законоучитель. По  совместительству он также был учителем в приходской школе, где на тот момент училось 27 мальчиков и 12 девочек.
Приход новой Преображенской церкви в 1905 году был таким:  Вавилово - 1063 человека, Максимова - 466,  Шмидтовка - 232, Богородицкая - 259.
Со сменой эпохи Вавиловская волость была ликвидирована. Большевицкая власть  от старого устава жизни ничего не оставила,  как и от церкви с вековой историей в селе Вавилово.

## Местный совет
57361, Николаевская обл., Снигирёвский р-н, с. Центральное, ул. Суворова, 21